# Rainer Clute
Rainer Clute (* 1947 in Wuppertal) ist ein deutscher Hörspielregisseur und Übersetzer.

## Leben
Rainer Clute besuchte die Violin- und Orchesterklasse des Bergischen Landeskonservatoriums und war dort stellvertretender Konzertmeister des Konservatoriumsorchesters. Es schloss sich ein Studium der Theaterwissenschaften und der Anglistik an der Freien Universität Berlin an. Auch während dieser Zeit war er als Konzertmeister des collegium musicum der Berliner Universitäten tätig. Einen weiteren Studiengang belegte Clute in Medizin, bevor er nach Schweden ging und an der Universität Uppsala nordische Sprachen und Literaturwissenschaften studierte. Anschließend kehrte Clute nach Deutschland zurück und absolvierte ein Volontariat in der Hörspielabteilung des RIAS in Berlin. Nach dieser Zeit blieb er dort zunächst als freier Mitarbeiter, bis er 1976 eine Festanstellung als Regisseur erhielt.
Neben Hörspielregiearbeiten ist Rainer Clute Autor von Radio-Features, er führte und führt Regie bei öffentlichen Veranstaltungen des RIAS und heute beim Deutschlandradio, übersetzt gelegentlich Hörspiele vom Schwedischen ins Deutsche und moderierte beim RIAS, beim Deutschlandradio und dem früheren Sender Freies Berlin Sendungen mit klassischer Musik. 1983 war er Autor und Moderator der Langen Nacht der Academy of St Martin in the Fields, einer 6½-stündigen Livesendung über das bekannte britische Kammerorchester.
Zu den bekanntesten Regiearbeiten Clutes zählen die vielteilige Hörspielserie um Professor van Dusen und die Reihe Cocktail für zwei.

## Hörspiele

### Als Regisseur (ohne dievan Dusen-Reihe)
- 1972: Die Abrechnung – Autorin: Julia Petrescu
- 1973: Spielfelder oder Keiner wird gewinnen – Autoren: Wolfgang Herbst und Insterburg & Co.
- 1974: Die Übung vom Tod – Autor: Gabbo Mateen
- 1975: Ich verbinde mit Herrn Direktor Engelhardt – Autor: Jörn Kraft
- 1975: Harmonie am Arbeitsplatz. Eine Harmonielehre in 8 Lektionen – Autor: Wolfgang Röhrer
- 1976: Aber ich, aber ich – Autoren: Liesl Ujvary und Bodo Hell
- 1978: Ein Kaufhaus neuen Stils – Autor: Wolfgang Röhrer
- 1981: Wer ermordete Leandra Bevensen? – Autor: R. Frankenberg
- 1982: Auf halbem Weg – Autor: Rainer Puchert
- 1982: Brandung – Autor: Gerhard Kelling
- 1985: Die Schwester – Autor: Volker Erbes
- 1985: Nur die Liebe – Autor: Bodo Morshäuser
- 1985: Von der Schwierigkeit, auf die richtige Art lebendig zu sein – Autorin: Anne Dorn
- 1986: Wem gehört denn nun das Ei? – Autor: Pana Dalianis
- 1986: Höchste Eisenbahn – Autor: Fitzgerald Kusz
- 1987: Mechanik – Autor: Hans Joachim Schädlich
- 1991: In Sicht nicht mehr als Erinnerung – Autor: Guido Koster
- 1992: Offener Brief – Autor: Brian Clark
- 1994: Brenners letzter Fall – Autor: Arnold E. Ott
- 1994: Die Mühle auf dem Meeresgrund – Autor: Christian Hussel
- 1995: Das Märchen vom Schlaf – Autorin: Renate Görgen
- 1996: TV-Karl – Autorin: Christine Nöstlinger
- 1996: Kasperle – Autorin: Karin Reschke
- 1998: Ruben Jablonski – Autor: Edgar Hilsenrath
- 1998: Wie Pedro Jil sein Glück machte – Autorin: Linde Rotta
- 1998–1999: Cocktail für zwei – Autor: Michael Koser
  - Kongo-King Blue
  - Tango Berlin
  - Kaiserpunsch
  - Bloody Mary
  - Eiffel Sour
  - Surabaya Sling
  - Germanengold
  - Titanic Smash
- 2000: Schwarze Hyazinthe – Autor: Friedrich Bestenreiner
- 2001: Das vierte Opfer – Autor: Håkan Nesser
- 2002: Die Frau mit dem Muttermal – Autor: Håkan Nesser
- 2003: Das falsche Urteil – Autor: Håkan Nesser
- 2003: Der kleine Muck – Autor: Wilhelm Hauff
- 2011: Der Zahn des Voltaire – Autor: Christoph Prochnow
- 2013: Vergiss nie, was du gesehen hast – Autor: Ilkka Remes
- 2013: Zolas Schornstein – Autor: Christoph Prochnow

### Als Regisseur und Übersetzer
- 1979: Ein Autoverkäufer aus Gotland – Autor: Björn Runeborg
- 2000: Die Zeit ist ein strömendes Wasser – Autoren: Ylva Pettersson und Torgny Lindgren
- 2008: Begegnung am Nachmittag – Autor: Henning Mankell
- 2011: Koch mit mir heute Nacht – Autorin: Gunilla Abrahamsson

## Auszeichnungen
- 1982: Hörspiel des Monats September für Brandung